# Contea di Woodford (Kentucky)
La contea di Woodford (in inglese Woodford County) è una contea dello Stato del Kentucky, negli Stati Uniti. La popolazione al censimento del 2000 era di 23 208 abitanti. Il capoluogo di contea è Versailles